# 레드 핫 칠리 페퍼스
레드 핫 칠리 페퍼스(Red Hot Chili Peppers)는 1983년 미국 캘리포니아주 로스앤젤레스에서 결성된 록 밴드이다. 보컬리스트 앤서니 키디스, 베이시스트 마이클 "플리" 발자리, 드러머 채드 스미스, 기타리스트 존 프루시안테로 구성되어 있으며 전통적인 록과 펑크 록, 그리고 헤비 메탈, 사이키델릭 록을 섞은 음악적 스타일을 가지고 있다.
결성 당시에는 현재까지 남아있는 키디스와 플리를 제외하고 기타리스트 힐렐 슬로박과 잭 아이언스가 있었다. 하지만 슬로박이 1988년에 헤로인 과다복용으로 사망하면서 아이언스까지 밴드를 떠나게 되었다. 그 후 드러머는 D. H. 펠리그로가 잠시 동안 맡은 후 채드 스미스가 영구적으로 맡게 되었다. 사망한 슬로박은 존 프루시안테가 대체하였다. 이 밴드구성으로 밴드는 네 번째와 다섯 번째 앨범인 1989년의 마더스 밀크(Mother's Milk)와, 1991년의 블러드 슈거 섹스 매직(Blood Sugar Sex Magik)을 녹음했다.
블러드 슈거 섹스 매직은 엄청난 성공이었고, 1,200만 부나 팔려나갔다. 하지만 프루시안테는 밴드의 성공을 점점 더 불편해했고, 1992년 갑작스럽게 밴드를 떠났다. 키에디스, 플리, 그리고 스미스는 제인스 어딕션의 데이브 나바로를 그들의 다음 앨범인 1995년 원 핫 미닛(One Hot Minute)을 위해 고용했다. 하지만 원 핫 미닛은 블러드 슈거 섹스 매직의 갈채에 미치지 못했다. 얼마 후 나바로는 창조적인 변화들 때문에 해고되었다.
프루시안테는 밴드에서 떠나있는 동안, 약물중독이 매우 심해졌다. 1998년에, 그는 완전히 몸을 회복하였고, 플리의 간곡한 부탁도 있었기에 밴드에 다시 들어왔다. 다시 뭉친 네 사람은 세계적으로 천오백만 장이나 팔려나가 그들의 가장 성공한 앨범이 된 1999년의 캘리포니케이션(Californication)을 작업하기 위해 스튜디오에 들어갔다. 그들은 3년 뒤에 그들의 성공을 지속시켜준 바이 더 웨이(By the Way)로 돌아왔다. 2006년엔 결국 6개 그래미를 휩쓴 두 장의 앨범, 스타디움 아카디움(Stadium Arcadium)을 발매하기에 이르렀다. 2009년 기타리스트 존 프루시안테가 탈퇴했다. 2010년 새 기타리스트로 조쉬 클링호퍼가 영입되었다. 2019년 12월 플리는 인스타그램을 통해 10년 동안 함께 연주한 조시 클링호퍼와 작별하고 존 프루시안테와 재결합함을 알렸다.
2011년 10월경 전 세계 음악계 종사자들의 최고 명예로 손꼽히는 록큰롤 명예의 전당 2012년 헌액 후보에 포함되었으며, 2011년 12월에 비스티 보이즈(Beastie Boys), 건즈 앤 로지스(Guns N' Roses)등과 함께 헌액이 확정되었다.

## 내력

### 결성과 첫 음반 (1983년 ~ 1984년)
레드 핫 칠리 페퍼스는 페어팩스 고등학교 동창생인 앤서니 키디스와 힐렐 슬로백, 잭 아이언스, 그리고 마이클 플리 발자리로 1983년에 결성되었다. RHCP의 첫 번째 공연은 Grandia Room club에서 개리 앨런의 오프닝이었다. 어떤 노래는 밴드가 그냥 있을 때 키디스가 자작시인 Out in L.A를 불러 만든 것도 있다. 슬로백과 아이언은 원래 What is this?라는 다른 밴드에 있었다. 원래는 일회성 공연으로 되어 있었으나 공연이 재밌었고 그래서 밴드는 다음 주에도 오라는 제안을 받았다. 예상치 못한 성공에 따라, 멤버들은 밴드이름을 레드 핫 칠리 페퍼스로 바꿨고, 다양한 L.A클럽과 공연장에서 공연을 몇 번 더 했다. 이러한 초기의 공연에서 연주한 여섯 개의 곡을 밴드의 첫 데모 테잎으로 녹음했다.
공연으로부터 몇 달 후, 밴드는 EMI 와 계약했다. 이주전 What's this?가 MCA와 계약이 되었었고 슬로백과 아이언스는 What is this?에 집중하기 위해 레드 핫 칠리 페퍼스를 그만두었다. 플리와 키디스는 Weirdos의 드러머 클리프 마르티네즈와 기타리스트 잭 셔먼을 영입했다.
Gang of Four의 기타리스트인 앤디 길이 그들의 첫 앨범 프로듀서로 고용되었다. 앤서니와 플리의 걱정에도 불구하고, 그는 깔끔하고 좀더 라디오에 어울리는 사운드를 원했다. The Red Hot Chili Peppers는 1984년 8월 10일에 발매됐고, 상업적으로는 실패작이었다. 처음엔 대략 25,000장 정도 팔렸고, 시장 인지도를 조금 얻었다. 이후 밴드는 64일간 60회 공연이라는 대단히 힘든 투어를 시작했다. 키디스와 셔먼의 음악적, 생활양식적인 불화가 지속됨에 따라 콘서트와 밴드의 일상 사이의 괴리는 더욱 복잡해졌다. 셔먼은 곧 해고되었고 그와 함께 What is This?를 그만둔 슬로백이 레드 핫 칠리 페퍼스에 돌아왔다.

### Freaky Styley and The Uplift Mofo Party Plan (1985년 ~ 1988년)
조지 클린턴은 다음 앨범인 프리키 스타일리를 만들기 위해 선택되었다. 앨범은 알앤비와 펑키를 합친 사운드로 유명한, 웨인 주립 대학교 캠퍼스에 있는 디트로이트 스튜디오에서 작업되었다. 클린턴은 펑크와 훵크의 기본을 밴드의 연주목록에 집어넣었고, 그들의 다양한 음악적 스타일을 하나로 만들도록 했다. 하지만, 밴드가 클린턴보다 길과의 관계가 더 좋았음에도 불구하고, 1985년 8월 16일에 발매된 프리키 스타일리는 밴드의 첫 번째 발매보다도 좋지 못했고, 어느 차트에서도 아무 혁명을 가져오지 못했다. 다음 투어는 또한 밴드에 별 도움이 되지 못한다고 생각됐다.
클리프 마틴즈는 키에디스가 "마틴즈는 떠나고 싶어하는 것 같다."라고 말할 때 1986년 여름에 그룹을 떠났다. 밴드는 일시적으로 잭 아이론스 전에 척 비스키츠를 고용했고 (아이론스가)일에서 손을 떼고 다른 계약 등을 모두 뒤로하고 재가입했다. 앤서니, 플리, 그리고 힐렐에게 큰 놀라움이었다. 칠리페퍼는 릭 루빈을 자신들의 세 번째 앨범을 위해 고용하려고 시도했으나, 그냥 안하기로 했다. 밴드는 결국 마이클 베인혼을 고용했고 그게 밴드의 마지막 선택이었다. 곡들은 빠르게 쓰였고, 앨범은 모습을 갖춰갔으며 훵크의 느낌과 리듬을 프리키 스타일리로서 섞어냈고, 또한 펑크락과 훵크 메탈에 더욱 직접적으로 다가갔다. 네명의 원래 멤버들이 다시 모임으로 그들의 창조성 있고, 생명을 불어넣는 레코딩 프로세스를 새롭게 했다.
1987년 9월 29일, 디 업리프트 모포 파티 플랜이 발매되었고, 차트에서 볼 수 있는 레드 핫 칠리 페퍼스의 첫 앨범이 되었다. 빌보드 차트 200위 중 고작 148위를 했지만, 이것은 레드 핫 칠리 페퍼스의 처음 두 앨범에 비교해 굉장한 성공이었다.
하지만, 이 시기에, 키에디스와 슬로백은 둘다 심각한 약물중독에 빠졌었고, 자주 밴드를 포기했었으며, 그들 서로에게, 그리고 (그들과 관계가 있는)다른 사람들에게 마지막같은 날들이었다. 슬로백의 중독은 업리프트 투어 후 얼마 지나지 않은, 1988년 6월 25일 그를 죽음으로 내몰았다. 키에디스는 그 도시를 떠나 슬로백의 장례식에 나타나지 않았는데, 그 상황을 초현실적이고 꿈같이 느꼈기 때문이었다. 잭 아이론스는 그 후에, 친구가 죽어갔던 그룹에 있기 싫다고 말하고 그룹을 떠났다.

### Mother's Milk (1989년 ~ 1990년)
슬로백의 죽음과 아이론스의 탈퇴를 극복하기 위한 시도로, 키에디스와 플리는 일시적으로 데드 케네디스의 드러머 펠리그로와 피펑크의 기타리스트 드웨인 블랙버드 맥나이트를 고용했다. 둘 다 눈에 띄는 성과를 가져오진 못했고 금방 바뀌었다. 어쨌든, 펠리그로의 짧은 임기 동안 한 가지 아주 중요한 일을 했는데, 레드 핫 칠리 페퍼스에 긴 기간 동안 영향을 끼쳤다.-그의 밴드 합류로 밴드가 존 프루시안테를 (펠리그로의 지인이었다)오디션에서 기타리스트로 뽑게 되었다. 프루시안테는 레드 핫 칠리 페퍼가 맘에 들었고, 결과적으로 특히 오디셔닝이 맘에 들었다.
녹음 3주전에, 밴드는 몇 차례의 오디션에도 불구하고, 드러머를 아직 구하지 못했다. 마침내 밴드의 친한 친구가 그녀가 알던 채드 스미스라는, 드럼을 아침밥으로 먹을 정도로 드럼에 능숙한 드러머를 말해줬다. 키에디스는 스미스에게 맡기는 것이 불안했다; 어쨌든 그는 그에게 기회를 주기로 했다. 그의 오디션에서, 스미스는 플리의 연주템포에 맞춰서 연주하는 것이 아니라 오히려 그를 리드할 정도로 연주하여 밴드를 압도했다. 이 성공적인 파티 후에, 키에디스, 프루시안테, 그리고 플리는 스미스를 밴드에 들였다.
밴드의 네 번째 앨범의 녹음은 프루시안테의 기타소리를 크게, 힘있게, 헤비메탈에 쓰이는 거친 톤을 내기를 바라는 프로듀서 마이클 베인혼과의 불화가 방해했다. 이 수정은 자기가 선호하지 않는 연주 스타일이어서 프루샨테에게 큰 불편을 주었다. 스톤 콜드 부시에서 그 예를 볼 수 있다.
레드 핫 칠리 페퍼스의 네 번째 앨범, 마더스밀크가 1989년 8월에 발매됐고, 그들에게 첫 모던락 대박을 안겨주었다. -슬로백의 찬사에 의하면 녹미다운, 그들의 스티비원더 커버곡인 하이어 그라운드가 좋단다. 앨범은 빌보드 미국 차트 52위가 됐고, 이것이 밴드의 첫 골드레코드가 되었다.

### Blood Sugar Sex Magik (1990년 ~ 1992년)
1990에 밴드는 레이블을 워너 브로스로 바꿨다. 릭 루빈이 그들의 아직 그때까진 제목이 없던 5번째 앨범을 만들기 위해 고용되었다. 루빈은 그 다음의 모든 앨범을 만들었다. 이 앨범은 마더스밀크보다 훨씬 더 창조적인 작곡이었다.,키에디스는 이렇게 말했다,“이제 난 새로운 곡을 작곡해야한다".
밴드는 새 앨범을 만드는 6개월간의 힘든 여정을 시작했다-리허설, 작곡, 그리고 생각의 구체화의 긴 기간. 하지만 루빈은 일반적인 레코딩스튜디오에 만족하지 못했는데, 그는 좀 덜 전통적인(현대적인)장소에서 더 잘 일해야 한다고 생각했다. 그는 "엄청나고, 크고, 현대적인 랜드마크의 지중해 사람으로서 밴드가 살던 그곳에 돌을 던졌다."거의 다음 달 정도까지 프루샨테, 키에디스, 그리고 플리는 잠시 격리되어 쉬었는데, 러코딩 작업 기간에 집에서 절대 나오지 않았다. 스미스는 어쨌든 집에서 살지 않기로 했는데 누가 찾아올까봐서였다.
밴드는 앨범의 이름을 짓지 못했지만 루빈은 한 특정한 블러드 슈거 섹스 매직이라는 곡을 마음에 두고 있었다. 비록 주제가 된 곡은 아니었지만 릭은 그당시 그들에게 있어서 "완전 제격인 제목"이라 생각했다.
1991년 9월 24일, 블러드 슈거 섹스 매직이 발매됐다. 기브 잇 어웨이가 첫 싱글로 발매됐다;이건 1992년 그래미 어워드 베스트 하드락 퍼포먼스 윗 보컬 상을 받았고 모던 록 차트에서 처음으로 싱글 1위를 한 곡이었다. 발라드 곡이었던 언더 더 브릿지는 그 다음에 발매된 싱글이었고, 빌보드 핫 100차트서 2위를 했고, 이는 밴드가 그 차트에서 얻은 가장 높은 성과였으며, 밴드의 대표적인 곡들중 하나가 되었다. 브레이킹 더 걸과 썩 마이 키스와 같은 다른 싱글들도 차트에서 좋은 성적을 내었다. 그 앨범은 스스로 천 이백만장이나 팔려 세계적인 센세이션이 되었고 레드 핫 칠리 페퍼스의 팬은 엄청나게 확장시켰다. 블러드 슈거 섹스 매직은 롤링 스톤즈 매거진의 음악500선에서 310번째 앨범이 되었고, 1992년 미국 3위로 떨어졌는데 발매된 지 1년 후였다.
1991년, 블러드 슈거 섹스 매직의 성공을 즐기고 있을 때, 밴드는 안드레 아가씨가 진행하며 나이키 슈즈가 지원하는 롸큰롤 테니스라는 국제 광고 캠페인에 참여하게 된다.
밴드의 성공과 약물중독은 그들의 고통을 프루시안테에게 모두 떠안겼는데 프루시안테는 1992년 5월 블러드 슈거 섹스 매직 일본 투어중 무뚝뚝하게 밴드를 떠나버렸다. 밴드는 1992년 롤라팔루자 페스티벌의 처음을 아릭 마샬이라는 기타리스트로 대신하여 장식했다.(그는 심슨 시즌포의 크러스티 게츠 캔슬드 피날레에서 나왔고, 브레이킹 더 걸,이프 유 해브 투 애스크의 뮤직비디오에 출연했다.) 그리고 로스 앤젤레스의 기타리스트 지스 토비야스와도 잠시 함께 했었다. 케미스트리는 틀렸다고 밴드가 주장하며 쉬고 있을 때 함께였고, 그도 또한 그리 오래가지 못했다. 그들은 결국 제인스 어딕션의 데이브 나바로를 세웠다.

### One Hot Minute (1993년 ~ 1998년)
데이브 나바로가 1994년 우드스탁에서 처음 밴드와 함께 나타났는데, 거기서 밴드는 거대한 전구의상을 크롬옷에 위험하게 부착하여, 악기를 거의 연주할 수 없게 만들었다. 겉으로는, 밴드가 안정을 찾은 것처럼 보였지만, 세명의 원래 멤버와 나바로사이의 관계에 불화의 씨앗이 싹트기 시작했다. 그의 다른 음악적 배경은 그들이 함께 연주할 때, 공연을 힘들게 했고, 그것은 다음 해에 나타났는데, 그와 레드 핫 칠리 페퍼스의 처음이자 유일한 앨범인 원 핫 미닛(1995년 9월 12일에 발매)을 통해서였다. 밴드는 앨범을 어둡고,슬프게 묘사했는데, 이는 자신들의 전의 상황을 비유한 것이었다. 엇갈린 리뷰들에도 불구하고, 앨범은 상업적으로 성공했다. 5백만 부나 팔려나갔고, 그것은 밴드의 세 번째 싱글을 낳았는데, 그것은 마이 프렌즈라는 발라드와, 랩트와 에로플레인으로 차트에서의 성공도 얻었다.
밴드의 이 반복은 몇몇의 사운드트랙에서도 나타났다. 존 레논의 커버곡인 아이 파운드아웃의 특징이 워킹 클래스 히어로(:존 레논 추모곡)에서 드러났다. 오하이오플레이어스의 커버곡인 러브 롤러코스터의 특징이 비비스앤 벗헤드 두 아메리카에서 드러났고 싱글로도 나왔다.
이 시기에 키에디스는 헤로인 의존증에서 회복되었다. 1998년 4월에 나바로가 창조적 변화들로 인해 밴드에서 떠났다고 언론에 알려졌다;앤서니는 '양측 의에 의한 '것이라고 밝혔다. 그러나 그때의 언론은 약물의 영향하에 진행된 연습에 견디지 못하고 떨어져 나간 것이라고 보도했다. 키에디스는 그래서 그 사건은 매우 웃겼고 그것은 나바로의 탈퇴에 힘을 준 것이 절대 아니었다고 말했다.

### Californication (1998년 ~ 2001년)
그가 밴드를 떠난 후 몇 년 동안, 존 프루시안테가 헤로인에 중독되었다는 것이 공식화되었고 이것으로 그는 모든 것이 부족해졌고 거의 죽기까지 했다. 그는 자기자신에게 라스 엔시나스 드러그 리해빌리테이션 센터에 1998년 1월에 들어가기로 다짐했다. 그는 그해 2월에 퇴원하고 실버레이크에 조그만 아파트를 빌려서 살았다. 그는 중독된 기간 동안에 많은 고통과 문제들을 얻었는데, 그것은 수술과, 팔에 남긴 지워지지 않는 상처, 새로 만든 코, 그리고 전염을 방지하기 위한 새로운 치아등이다.
1998년 4월, 플리는 전 밴드 동료이고 최근에 들어왔던 프루시안테에게 밴드 재가입을 권유했고, 그 초대에 감정적인 프루시안테는 흔쾌히 수락했다. 그 주부터 6년간 다시 통합된 네 명은 연주하는 데 집중했고, 새롭게 통합된 레드 핫 칠리 페퍼스를 이끌었다. 앤서니가 이 상황에 대해 다음과 같이 말했다.
"나에게 그 순간은 우리가 6년 뒤 어떤 모습이 될지에 대해 아주 결정적인 순간이었다. 그때는 마법이 다시 한번 일어나려고 하는 진짜 거래였음을 내가 알았을 때였다. 갑자기 우리는 모두 들을 수 있었고 모두 들을 수 있었으며 우리들의 한정된 구역 안에 존재하던 구질구질한 것들에 얽매여 있는 것이 아니었고 우리는 굉장한 오케스트라의 연주자들로 다시 설 수 있게 되었다."
프루시안테의 컴백으로 밴드가 의기양양해졌지만, 그는 정신적으로도, 육체적으로도 많이 망가졌다. 프루시안테는 몇 년 동안 연주하지 못했고, 약물을 사기 위해 전에 기타들도 모두 팔았으며, 전에 약물중독에서 치유되기 위한 힘든 날을 보냈다. 하지만 그의 본래적인 재능 덕에 재기와 새 곡들이 쓰이기 시작했다. 1999년 7월 8일, 1년의 제작기간과 신중한 연습 끝에, 캘리포니케이션이 밴드의 일곱 번째 스튜디오앨범으로 발매되었다. 거의 한순간에, 앨범은 세계적으로 15백만여 장 정도 팔렸으며 지금까지 밴드의 최고 성공적인 음반이 되었다. 캘리포니케이션은 전의 앨범보다 랩이 적었고, 그 대신 전체적인 분위기를 통합하고, 시종일관하게 하였고 선율이 아름다운 기타리프와,보컬과 베이스라인을 넣었다.
캘리포니케이션은 미국서 3위를 차지했으며 모던락 힛츠에서 1위를 차지한 스카티슈, 아더사이드, 캘리포니케이션을 낳았다. 스카티슈는 2000년 그래미어워드 베스트 락음악상을 받았다. 또한 세레모니에서 연주되고, 브리프 잼 윗 래퍼 스눕 독의 최고자리도 먹었다. 어라운더 월드,로드 트리핀,그리고 페러랠 유니버스와같은 싱글들도 있었는데 이들은 싱글 앨범으로 발매되지 못했음에도 불구하고, 모던록 차트 40위를 깼다. 그리고 스카티슈를 한글번역하면 흉터란 뜻인데 보컬 앤써니의 자서전? 비슷한거라 볼수있다.
1999년 7월, 그들의 새 앨범으로 떠난 2년간의 세계투어의 일부로 밴드는 1999년 우드스탁에서 연주했다. 시작하기전 10분, 그들은 지미핸드릭스의 여자형제에게 지미핸드릭스의 곡을 커버해주기를 요청 받았다. 잠시 망설이다가 밴드는 그들이 마더스 밀크에서 커버했던 핸드릭스의 클래식 파이어를 연주하기로 결정했다. 우연히도, 밴드의 부분 중 3분의 2에서, 3일에걸친 콘서트의 마지막에, 작은 불이 몸에 털이 많이 난 반달이즘에게 점점 옮겨 붙어서 소동 진압대까지 개입해야만 했다.
2001년, 레드 핫 칠리 페퍼스의 첫 콘서트디브이디가 발매되었는데, 오프더 맵이었다. 디브이디는 딕 루드라는 오랜 친구가 제작해주었는데, 그는 가톨릭 스쿨 걸스 룰과 유니버설리 스피킹의 뮤직비디오도 만들어준 사람이었다. 장면들은 다른 엄청나게 많은 콘서트들에서 빼내어진 것이었지만, 심한 편곡, 알아들을 수 없는 노래들의 개조들이 합쳐진 것이었다.

### By the Way (2002년 ~ 2005년)
2001년 초에 밴드는 자신들의 새 앨범작업에 들어갔고, 1년여 후인 2002년 7월 9일에 바이더웨이란 이름으로 발매됐다. 그때 그 앨범은 첫주에만 700,000장이 넘게 팔려나가고, 새로 200위 빌보드 차트에서 2위를 기록할 정도로 주목할 만한 성과를 얻었다. 그것은 네 개의 엄청난 싱글들;바이더웨이,더 제퍼송, 캔스탑,도스드,그리고 유니버설리 스피킹,을 낳았으며, 그들이 만든 앨범중 가장 부드러운 것이었고, 랩이 들어간 레드 핫 칠리 페퍼스의 전통 펑크와는 반대되게 우선적으로 선율이 아름다운 발라드에 초점을 맞춘 것이었다. 앨범은 18달의 세계 투어를 낳았다.
칠리페퍼는 두 개의 곡을 더 녹음했는데, 그는 2003년 11월에 발매된 그들의 그레이티스트 힛츠 앨범을 위한 포츈 페이디드와 세이브더 파퓰레이션이었는데 그는 빌보드차트 200위 중 18위를 차지했다. 하지만 유니버설리 스픽킹과 바이더웨이가 바이더웨이의 곡 중 편찬에 들어간 고작 두 곡이었다.
바이더웨이 투어의 유럽부분이 밴드의 두 번째 풀 콘서트 디브이디를 낳았는데, 2003년 8월 23일에 아일랜드 슬레인 캐슬에서의 쇼를 녹화한 라이브엣 슬레인 캐슬 이었다. 밴드는 또한 첫 라이브 앨범을 발매했는데 라이브 인 하이드 파크였다;런던 하이드 파크에서 그들의 퍼포먼스를 녹음한 것. 250,000명의 관중들이 콘서트를 관람하였으며, 돈은 총 17.1백만 달러나 들었으며, 역사적으로 비틀즈를 뛰어넘는 최고의 싱글비뉴콘서트로 기억된다. 여기서 전에 듣지 못한 두 곡이 연주됐는데, 롤링 슬라이 스톤과 리버리지 오브 스페이스였으며 그레이티스트 힛츠에서도 못 들어본 것들이었다.

### Stadium Arcadium (2006년 ~ 2007년)
2006년에 밴드는 그래미어워드를 휩쓴 스타디움 아카디움을 발매했는데 릭 루빈에게 만들어진 것이었다. 38곡이 6달 간격으로 세 장의 독립된 앨범으로 나올 계획으로 썼던 것이지만, 그 대신 밴드는 28곡만 두 장짜리 하나의 앨범으로 발매하는 것을 택했으며, 나머지 열곡은 B사이드로서 나중에 발매했다. 이것은 미국차트 1위에 오르는 처음 앨범이 되었으며, 2주간 지속됐고, 영국과 다른 25개국 차트에 1위를 기록했다. 앨범이 발매된 지 1주일 만에 미국에서만 442,000장이 팔렸고, 세계적으로 1,100,000장이 넘게 팔림으로써, 1주일 만에 팔린 양으로 개인적인 기록을 세우게 되었다. 2006년 말에, 그해의 베스트셀링앨범으로 선정되었는데, 7,000,000장이 팔리고, 그해 일주일 만에 팔린 앨범수도 가장 높았기 때문이다.
첫 싱글인 대니캘리포니아는 가장 빠르게 팔린(?) 싱글이었는데, 미국 모던록차트에서 1위를 하고 빌보드차트 100위에서 6위를, 영국에서는 2위를 차지했다. 텔미베이비는 2006년 차트1위를 차지했다. 스노우(헤이오)는 2006년 말에 발매됐는데, 그러고 나서 2007년 전체 장르레코드에서 1위를 기록했다. 그 곡은 밴드의 7번째 최고의 싱글로서 전체 총합81주의 넘버원싱글을 밴드에게 안겨주었다. 이것은 또한 밴드가 넘버원으로 만들기 전의 첫 세곡 연속 싱글이었다. 이것은 또한 wwe레슬링매니아24의 테마곡으로도 쓰였고, 데세크레이션 스마일은 2007년 2월 전 세계적으로 발매했는데, 영국차트 27위를 기록했다. 험프 디 범프는 원래 미국, 캐나다, 그리고 오스트레일리아에서반 발매될 그 다음 싱글이었지만, 뮤직비디오에 대한 좋은 반응 덕에 2007년 5월 전 세계에 싱글로 발매될 수 있었다.
밴드는 2006년 스타디움 아카디움으로 다른 세계투어를 떠났는데, 유럽에서 점점 커지는 콘서트들과, 5월부터 7월간의 2달의 유럽투어가 정점에 이름으로 시작했다. 다음엔 8월부터 11월까지 북미투어를 하고, 11월에 12월 중순까지 진행될 두 번째의 그것을 위해 유럽으로 돌아왔다. 칠리페퍼는 2007년을 두 번째 북미 투어로 시작했는데, 이번에는 미국뿐만 아니라 멕시코도 가서 1월부터 3월까지 했다. 이것은 7년 안에 오세아니아에서의 첫 쇼를 야기했는데, 오스트레일리아, 그리고 뉴질랜드의 여러 도시들을 포함한 것이었고, 4월 초중순을 시작으로, 두 달 뒤까지 진행된 것이었고, 그리고 6월 초 일본에서의 콘서트도 야기했다. 칠리페퍼는 최근에 유럽투어를 마쳤고 6월말에서 8월말까지 진행될 다른 일정이 기다리고 있다. 그들은 런던 웸블리에서 2007년 7월 7일에 열린 라이브 어스 콘서트에도 나왔다. 그들의 투어 일정 동안에 밴드는 몇몇 페스티벌에 나왔는데, 2006년 7월 아일랜즈 옥세젠과 2006년 8월 시카고 그랜트파크에서 열린 롤라팔루자와 그리고 그 후의 캘리포니아에서 2007년 4월 말에 열린, 코첼라밸리뮤직과 인디오 아츠 페스티벌등등이었다.
2007년 2월에, 스타디움 아카디움은 6개의 그래미상을 탔다:최고의 락앨범, 최고의 락음악(대니캘리포니아), 최고의 락 퍼포먼스(대니캘리포니아), 최고의 덩어리, 최고의 프로듀서(릭루빈), 그리고 최고의 뮤직비디오 요약상(대니캘리포니아). 축하공연에서 스노우를 연주했는데, 그때 그들의 싱글이었다, 콘페티스노우와 함께 완성했다.
2009년 말, 존 프루시안테가 탈퇴했으며 그의 다음 주자로 조쉬 클링호퍼가 선택되었다. 조쉬 클링호퍼는 존 프루시안테와 사이드 프로젝트를 진행한 동료이기도 하며 스타디움 아카디움 투어에서 보조 기타, 보조 보컬, 신디사이징, 보조 드럼 등을 맡았다.

### I'm With You (2011년 ~ 2012년)
2011년 발매된 I'm With You는 존 프루시안테의 탈퇴 이후 새롭게 영입된 리드 기타리스트 조시 클링호퍼가 레드 핫 칠리 페퍼스에 가입한 이후 처음으로 발매된 앨범이다. 조시 클링호퍼는 여러차례 존 프루시안테의 솔로 앨범에 참여한 적이 있고, 2007년 Stardium Acardium 투어에서 배킹기타, 보컬을 맡은 전적이 있으므로 존의 후임으로서 채택된 것으로 보인다. 존이 나간 후에도 이 앨범을 작업할 때 릭 루빈이 프로듀싱에 참여했는데 상대적으로 음악에 있어서 후배 위치에 있는 조시의 색깔이 전반적으로 드러나지 않았다. 그래서 I'm With You 앨범을 들어보면 상대적으로 베이스라인에 기대가는 느낌이 드는데, 이를 이유로 팬들은 새롭게 들어온 조시의 스타일이 맘에 들지 않는다고 혹평을 하기도 했다. 전체적인 성적은 이전에 존과 함께했던 여러 앨범만은 못하지만 중년이 넘은 멤버들의 건재함을 알린 앨범이었다고 할 수 있다.

### The Getaway (2016년 ~ 2019년)
레드핫칠리페퍼스가 2016년 발매한 앨범인 The Getaway는 밴드의 새 기타리스트 조쉬와 함께 작업한 두번째 앨범이다. 지난 앨범과는 달리 릭 루빈이 프로듀서로서 참여하지 않았고, 이에 따라 조시의 기타 스타일이 상대적으로 더 많이 드러났다. 전반적인 평은 지난 앨범인 I'm With You 보다는 낫다는 평. Sick Love, Goodbye Angel, Dark Necessities 등의 곡이 인기를 끌었다. 2016년 The Getaway 투어를 통해 지산 락 페스티벌에서 내한공연을 가졌다. 원래 2016년 이전에 발매될 예정이었지만 플리가 스노우보드를 타다가 골절상을 입는 바람에 재활기간만큼 앨범 발매가 연기되었다. 조시는 이 덕에 음악을 좀 더 다듬고 어떤 곡에 더 집중할 것인지를 결정하며 앨범의 완성도를 더 높일 수 있었다고 말했다.

## 음악 스타일

### Techniques
키에디스는 노래동안 보컬스타일의 본체(?)를 제공한다. 그의 전통적인 보컬을 보충한 시와 랩(이전에 그의 목소리 특성은 Blood Sugar SEX 매직에서 확연히 드러난다)에 대한 접근은 밴드의 비교적 꾸준한(?) 스타일을 유지하는 데 도움을 주었다. 그럼에도 불구하고, 그룹이 성장할수록, 캘리포니케이션 이후의 앨범에서 나타나는 보컬은 빠른 시(노래)의 수가 급격히 줄어들어왔다. 바이더웨이는 고작 두 개의 꾸준한 랩 드리븐 곡과 차후의 멜로디가 감미로운 곡들을 포함했다. 키에디스의 현재의 스타일은 레드 핫 칠리 페퍼스의 아홉 개 앨범 모두를 통하여 감독함으로써 더욱더 성장했다.
힐렐 슬로백의 스타일은 블루스와 펑크에 그 기초를 탄탄히 두고 있었다. 현재의 기타리스트 존 프루시안테를 포함한 초기의 대체 기타리스트들은 그들의 스타일을 주로 슬로백의 것에 기초하고 있었다. 하지만 프루시안테는 바이더웨이나 캘리포니케이션이나 스타디움 아카디움과 같은 앨범을 낼때마다 점점 멜로딕하고 다듬어진 소리를 사용했다. 그의 예전 거친 접근과의 대조는 마더스밀크 뿐만아니라블러드슈거섹스매직에서도 그의 마르고, 훵키하고, 유순한 구성으로 나타난다. 데이브 나바로는 그가 밴드에 있는 동안 헤비메탈, 프로그레시브 락, 그리고 사이키델리아에 기초한 그의 스타일로 밴드에 완전히 다른 소리를 가져왔다.
플리의 베이스스타일은 훵크와, 싸이키델릭과, 펑크와, 그리고 하드락의 융합이다. 보통의 손가락 연주와 공격적인 슬래핑으로 연주한 신나고 부드럽지 못한 멜로디가 레드 핫 칠리 페퍼스의 스타일에 한몫했다. 플리의 슬랩 베이스 스타일은 초기의 앨범에서는 두드러졌고, 이후의 앨범(블러드슈거쎅쓰매직 이후)은 더 멜로딕한 베이스라인을 가진다. 그는 돈폴겟미, 블러드슈거쎅쓰매직, 험프드범프, 그리고 스노우에서 더블스탑스도 사용했다.
채드스미스의 방관하는 스타일의 드러밍은 공간을 만들어주고 플리와 프루시안테에게 비트와 그루브에 멜로디를 좀 더 효과적으로 더할 수 있게 했다. 그는 오직 하나의 드럼페달로 빠른 베이스드럼의 연속-주로 플리의 빠른 베이스라인을 뒤따랐다-을 자주 사용했다. 이것은 그리팅 송에서 증거되는데, 메인 리프에서 스미스의 베이스드럼이 플리의 베이스 악센트를 따라간다. 추가적으로, 기비러웨이는 그의, 초점을 튀는 그루브에 맞춘, 방관하는 드러밍을 증명한다. 그러나, 스미스는 혼자 너무 튀지 않고 다른이들과 잘 연주하는 것이 중요하다고 말하면서 이것의 중요성을 경시하였음에도 불구하고, 라이브 퍼포먼스에서 튀는내용으로 유명하다.
키에디스가 리드보컬인데도, 프루시안테는 많은 곡에서 빽보컬과 두 파트 화음을 했다. 그는 블러드슈가쎅쓰매직의 power of equality, funky monks, breaking the girl, 그리고 The righteous & The Wicked에서 코러스를 리드했다. 그의 가성은 자주사용되는데, 특히 by the way 랑 stadium arcadium 에서, if you had to ask 과 under the bridge에서도 사용됨에도 불구하고, 사용되었다. 프루시안테는 Mother's milk의 knock me down에서 리드보컬을 키에디스와 함께 했고, dosed 와 desecration smile에서는 솔로스팟도 있다. 이것은 존이 칠리페퍼콘서트에서 무반주로 60년대,70년대 히트송을 커버해서 부른다던가, 그만의 노래를 한곡 부르는 전통이 되었다. 엘튼 존의 tiny dancer 비지스의 how deep is your love, 더 챈틀즈의 maybe, 도나썸머의 I feel love, 시몬앤가푼켈의 For emily whenever I may find her , 델 섀넌의 runaway, 캣스티븐스의 how can i tell you, 캐롤킹의 will you love me tomorrow , 핑크플로이드의 see emily play , 아바의 SOS, 베를린의The metro 프랑크 자파의 inca roads, 그리고 그의 솔로앨범의 많은 곡들같은 것이었다.

### Improvisation
즉흥연주는 언제나 그 밴드만의 고유한 스타일의 한 큰 부분이었는데, 이는 거의 모든 곡이 즉흥에서 씌어진 것이던 일찍의쇼에서부터 함께했다. 추가적으로 앨범들이나 라이브쇼에서의 많은 기타솔로는 프루시안테가 쓴것이고, 그에 따라 플리의 몇 베이스 솔로도 그랬다. 밴드는 최근 10년간, 원래 곡의 키를 살려서 즉흥 연주회를 열어왔다. 연주의 처음, 중간, 그리고 끝에는 이퓨햅투애스크 등등과 같은 긴 즉흥곡으로 늘어났다. 그룹은 언제나 쇼를 더 긴 즉흥연주로 끝마쳤는데, 주로 기빗어웨이에 붙는 즉흥연주를 끊음으로서였다. 쇼에서 즉흥연주를 하는 밴드의 생각은 프루시안테가 키에디스에게 캘리포니케이션때 밴드에 돌아오는 조건으로 제시했던 요구를 막았다.

### Lyrics and songwriting
여러 해가 지나면서, 키에디스의 가사는 많은 주제의 것들을 다루어왔는데, 그것들은 시간이 지나면서 바뀌었다. 그의 레파토리에서의 테마들은 사랑과 우정, 십대들의 반란과 방탕한 공격, 다양한 성적 주제들과 섹스하고 음악의 유대관계, 정치적이거나 사회적인 비평(가끔 토종미국인들의 이슈들), 로맨스, 외로움, 세계화와 명성하고 할리우드의 장점들, 가난, 술, 그리고 죽음에대한 고찰등등이다.

## 구성원
| 1983년 ~ 1984년 | - 앤서니 키디스 - 리드 보컬 - 힐렐 슬로박 - 기타 - 플리 - 베이스, 배킹 보컬 - 잭 아이언스 - 드럼                      |
| 1984년 ~ 1985년 | - 앤서니 키디스 - 리드 보컬 - 잭 셔먼 - 기타 - 플리 - 베이스, 배킹 보컬 - 클리프 마르티네즈 - 드럼                    |
| 1985년 ~ 1986년 | - 앤서니 키디스 - 리드 보컬 - 힐렐 슬로박 - 기타 - 플리 - 베이스, 배킹 보컬 - 클리프 마르티네즈 - 드럼                |
| 1986년          | - 앤서니 키디스 - 리드 보컬 - 힐렐 슬로박 - 기타 - 플리 - 베이스, 배킹 보컬 - 척 비스키츠 - 드럼                      |
| 1986년 ~ 1988년 | - 앤서니 키디스 - 리드 보컬 - 힐렐 슬로박 - 기타 - 플리 - 베이스, 배킹 보컬 - 잭 아이언스 - 드럼                      |
| 1988년          | - 앤서니 키디스 - 리드 보컬 - 드웨인 "블랙버드" 맥나이트 - 기타 - 플리 - 베이스, 배킹 보컬 - D. H. 펠리그로 - 드럼    |
| 1988년          | - 앤서니 키디스 - 리드 보컬 - 존 프루시안테 - 기타 - 플리 - 베이스, 배킹 보컬 - D. H. 펠리그로 - 드럼                 |
| 1988년 ~ 1992년 | - 앤서니 키디스 - 리드 보컬 - 존 프루시안테 - 기타, 배킹 보컬 - 플리 - 베이스, 배킹 보컬 - 채드 스미스 - 드럼         |
| 1992년 ~ 1993년 | - 앤서니 키디스 - 리드 보컬 - 애릭 마셜 - 기타 - 플리 - 베이스, 배킹 보컬 - 채드 스미스 - 드럼                        |
| 1993년          | - 앤서니 키디스 - 리드 보컬 - 잰더 슈로스 - 기타 - 플리 - 베이스, 배킹 보컬 - 채드 스미스 - 드럼                      |
| 1993년          | - 앤서니 키디스 - 리드 보컬 - 제시 토바이어스 - 기타 - 플리 - 베이스, 배킹 보컬 - 채드 스미스 - 드럼                  |
| 1993년 ~ 1998년 | - 앤서니 키디스 - 리드 보컬 - 데이브 나바로 - 기타 - 플리 - 베이스, 배킹 보컬 - 채드 스미스 - 드럼                    |
| 1998년 ~ 2009년 | - 앤서니 키디스 - 리드 보컬 - 존 프루시안테 - 기타, 키보드, 배킹 보컬 - 플리 - 베이스, 배킹 보컬 - 채드 스미스 - 드럼 |
| 2009년 ~ 2019년 | - 앤서니 키디스 - 리드 보컬 - 조쉬 클링호퍼 - 기타, 키보드, 배킹 보컬 - 플리 - 베이스, 배킹 보컬 - 채드 스미스 - 드럼 |
| 2019년~         | - 앤서니 키디스 - 리드 보컬 - 존 프루시안테 - 기타, 배킹 보컬 - 플리 - 베이스, 배킹 보컬 - 채드 스미스 - 드럼         |

## 음반 목록

### 정규 음반
| 발매 일자       | 음반명                          | 순위 | 순위 | 순위 |
| 발매 일자       | 음반명                          | 미국 | 영국 | 독일 |
| --------------- | ------------------------------- | ---- | ---- | ---- |
| 1984년 8월 10일 | 《The Red Hot Chili Peppers》   | -    | -    | -    |
| 1985년 8월 16일 | 《Freaky Styley》               | -    | -    | -    |
| 1987년 9월 23일 | 《The Uplift Mofo Party Plan》  | 148  | -    | -    |
| 1989년 8월 16일 | 《Mother's Milk》               | 52   | -    | -    |
| 1991년 9월 24일 | 《Blood Sugar Sex Magik》       | 3    | 25   | 12   |
| 1995년 9월 12일 | 《One Hot Minute》              | 4    | 2    | 3    |
| 1999년 6월 8일  | 《Californication》             | 3    | 5    | 2    |
| 2002년 7월 9일  | 《By the Way》                  | 2    | 1    | 1    |
| 2006년 5월 9일  | 《Stadium Arcadium》            | 1    | 1    | 1    |
| 2011년 8월 29일 | 《I'm with You》                | 2    | 2    | 1    |
| 2016년 6월 17일 | 《The Getaway》                 | 2    | 2    | 2    |
| 2022년 4월 1일  | 《Unlimited Love》              |      |      |      |
| 2022년          | 《Return of the Dream Canteen》 |      |      |      |

### 컴필레이션, 라이브, EP 음반
| 발매 일자        | 음반명                                                | 순위 | 순위 | 순위 |
| 발매 일자        | 음반명                                                | 미국 | 영국 | 독일 |
| ---------------- | ----------------------------------------------------- | ---- | ---- | ---- |
| 1988년           | 《The Abbey Road E.P.》                               | -    | -    | -    |
| 1992년 9월 29일  | 《What Hits!?》                                       | 22   | 23   | -    |
| 1994년 11월 1일  | 《Out in L.A.》                                       | 82   | 61   | -    |
| 1994년           | 《Plasma Shaft》                                      | -    | -    | -    |
| 1994년           | 《Live Rare Remix Box》                               | -    | -    | -    |
| 1998년           | 《The Best of the Red Hot Chili Peppers》             | -    | -    | -    |
| 1998년 3월 31일  | 《Under the Covers: Essential Red Hot Chili Peppers》 | -    | -    | -    |
| 2003년 11월 18일 | 《Greatest Hits》                                     | 18   | 4    | 4    |
| 2004년 7월 26일  | 《Live in Hyde Park》                                 | -    | 1    | 8    |
| 2006년 9월 12일  | 《iTunes Originals – Red Hot Chili Peppers》          | -    | -    | -    |
| 2009년           | 《10 Great Songs》                                    | -    | -    | -    |
| 2011년           | 《Road Trippin' Through Time》                        | -    | -    | -    |
| 2012년 3월 29일  | 《2011 Live EP》                                      | -    | -    | -    |
| 2012년 5월 1일   | 《Rock & Roll Hall of Fame Covers EP》                | 91   | -    | -    |
| 2013년 11월 29일 | 《I'm Beside You》                                    | -    | -    | -    |
| 2014년 7월 1일   | 《2012-13 Live EP》                                   | -    | -    | -    |
| 2016년 7월 1일   | 《Live In Paris EP》                                  | -    | -    | -    |

## 같이 보기
- 가장 많은 음반을 판 음악가 목록